# 霍家店街道
霍家店街道是中华人民共和国吉林省四平市梨树县下辖的一个街道办事处。系2017年由原梨树镇部分地区和白山乡的岫岩村、东白山村地区析置设立。辖区面积47.4平方公里，办事处驻韩州大路北段建设小区（北区3号楼）。

## 行政区划
霍家店街道下辖以下村级行政区划单位：
兴旺社区、奉化社区、天阳社区、树俭社区、园艺村、霍家店村、东白山村和岫岩村。